# Le Match de leur vie (film, 2002)
Pour les articles homonymes, voir Le Match de leur vie.
Pour plus de détails, voir Fiche technique et Distribution.
Le Match de leur vie (The Game of Their Lives) est un film documentaire britannique de Daniel Gordon, sorti en 2002. Il retrace l'aventure de l'équipe de Corée du Nord de football qui participa à la Coupe du monde de 1966. Sont interviewés Pak Doo-ik et les six autres joueurs toujours en vie. 
Le film est remarqué car Gordon obtient le droit, inédit pour un réalisateur occidental, de se rendre en Corée du Nord pour la réalisation du documentaire. Il s'agit du premier film de Gordon tourné à propos de la Corée du Nord ; suivront Les Demoiselles de Pyongyang (2004) et Crossing the Line (2006).

## Fiche technique
- Titre : Le Match de leur vie
- Titre original : The Game of Their Lives
- Réalisation : Daniel Gordon
- Scénario : Daniel Gordon
- Photographie :
- Montage : Justine Wright
- Production : Daniel Gordon
- Société de production : Passion Pictures et VeryMuchSo Productions
- Pays :  Royaume-Uni
- Genre : Documentaire
- Durée : 80 minutes
- Dates de sortie : 
  -  Royaume-Uni : 21 octobre 2002 (Sheffield DocFest)